# Hypopyra fenisecioides
Hypopyra fenisecioides är en fjärilsart som beskrevs av Embrik Strand 1914. Hypopyra fenisecioides ingår i släktet Hypopyra och familjen nattflyn. Inga underarter finns listade i Catalogue of Life.